# Neuer jüdischer Friedhof (Brzesko)
Koordinaten: 49° 58′ 26,4″ N, 20° 36′ 23,4″ O

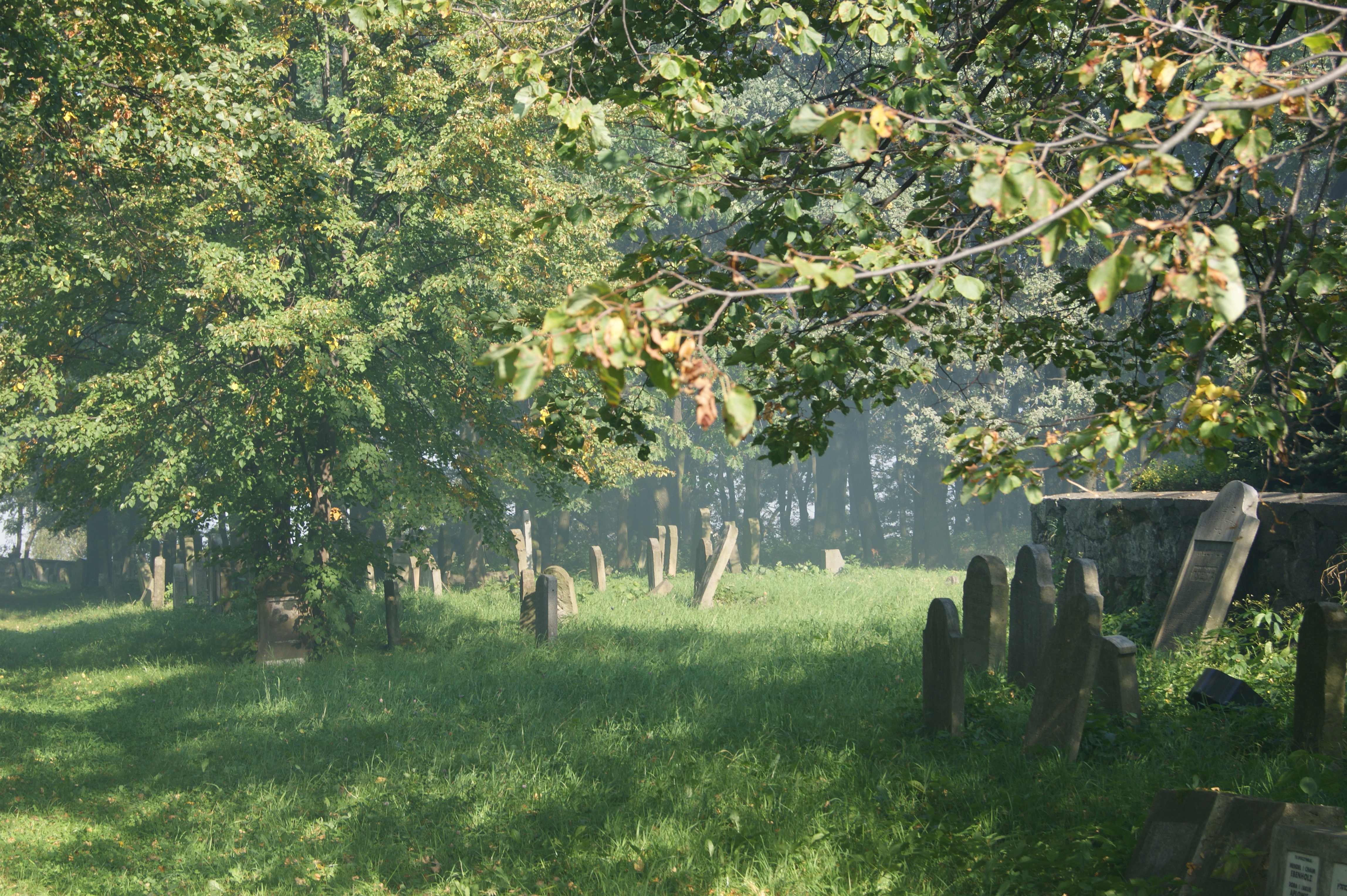
Neuer jüdischer Friedhof in Brzesko

Der Neue jüdische Friedhof in Brzesko, einer Stadt im Süden Polens in der Wojewodschaft Kleinpolen, wurde im 19. Jahrhundert angelegt und 1902 erweitert. Der jüdische Friedhof an der Ecke Czarnowiejska-Straße und Okulickiego-Straße ist ein geschütztes Kulturdenkmal.
Auf dem 1,45 Hektar großen Friedhof sind heute noch circa 300 Grabsteine vorhanden. Der älteste stammt aus dem Jahr 1824. 